# Miss Mundo 1957
Miss Mundo 1957 fue la 7.ª edición anual de Miss Mundo, cuya final se celebró en el Lyceum Theatre de Londres, el 14 de octubre de 1957, por lo que 23 candidatas compitieron por la corona, cuya ganadora fue Marita Lindahl de Finlandia, fue coronada por Miss Mundo 1956, Petra Schürmann de Alemania.

## Resultados
| Resultado final | Candidata                          |
| --------------- | ---------------------------------- |
| Miss Mundo 1957 | - Finlandia – Marita Lindahl       |
| 1.ª Finalista   | - Dinamarca – Lilian Juul Madsen   |
| 2.ª Finalista   | - Sudáfrica – Adele June Kruger    |
| 3.ª Finalista   | - Túnez – Jacqueline Tapia         |
| 4.ª Finalista   | - Japón – Muneko Yorifuji          |
| 5.ª Finalista   | - Francia – Claudette Inés Navarro |
| 6.ª Finalista   | - Israel – Sara Elimor             |

## Candidatas
23 delegadas concursaron en el certamen:
| País           | Delegada               |
| -------------- | ---------------------- |
| Alemania       | Annemarie Karsten      |
| Australia      | June Finlayson         |
| Austria        | Lilly Fischer          |
| Bélgica        | Jeanine Chandelle      |
| Canadá         | Judith Eleanor Welch   |
| Dinamarca      | Lilian Juul Madsen     |
| Estados Unidos | Charlotte Sheffield    |
| Finlandia      | Marita Lindahl         |
| Francia        | Claudette Inés Navarro |
| Grecia         | Nana Gasparatou        |
| Holanda        | Christina van Zijp     |
| Irlanda        | Nessa Welsh            |
| Islandia       | Runa Brynjolfdóttir    |
| Israel         | Sara Elimor            |
| Italia         | Annie Gorassini        |
| Japón          | Muneko Yorifuji        |
| Luxemburgo     | Josee Jaminet          |
| Marruecos      | Danielle Muller        |
| Reino Unido    | Leila Williams         |
| Sudáfrica      | Adele June Kruger      |
| Suecia         | Elenore Edin           |
| Túnez          | Jacqueline Tapia       |
| Venezuela      | Consuelo Nouel Gómez   |

## Sobre los países en Miss Mundo 1957

### Debut
- Canadá
- Luxemburgo

### Retiros
- Egipto
- Nueva Zelanda
- Suiza
- Turquía

### Regreso
- Australia que compitió por última vez en Miss Mundo 1955

### Crossovers
Miss Universo
- 1957:  Venezuela - Consuelo Nouel Gómez

Miss Europa
- 1957:  Dinamarca - Lilian Juul Madsen
- 1957:  Finlandia - Marita Lindahl (Primera finalista)
- 1957:  Islandia - Runa Brynjolfdóttir
- 1957:  Luxemburgo - Josee Jaminet
- 1958:  Bélgica - Jeanine Chandelle

## Boicot
Egipto retira su participación en protesta contra la invasión del Canal de Suez por parte del Ejército Británico.